# Список медалістів зимових Олімпійських ігор 1994
XVII Зимові Олімпійські ігри у 1994 році проходили у норвезькому місті Ліллегаммер. Всього в змаганнях взяли участь 1737 спортсменів з 67 країн світу. Було розіграно 61 комплект нагород у 12 дисциплінах 6 видів спорту.

## Біатлон
| Дисципліна                    | Золото                                                                     | Срібло                                                                          | Бронза                                                                       |
| Чоловіки: індивідуальна гонка | Сергій Тарасов · Росія                                                     | Франк Люк · Німеччина                                                           | Свен Фішер · Німеччина                                                       |
| Чоловіки: спринт              | Сергій Чепіков · Росія                                                     | Рікко Грос · Німеччина                                                          | Сергій Тарасов · Росія                                                       |
| Чоловіки: естафета 4 × 7,5 км | Німеччина: - Рікко Грос - Франк Люк - Марк Кірхнер - Свен Фішер            | Росія: - Валерій Кирієнко - Володимир Драчов - Сергій Тарасов - Сергій Чепіков  | Франція: - Тьєррі Дюссерр - Патріс Байї-Сален - Ліонель Лоран - Ерве Фланден |
| Жінки: індивідуальна гонка    | Миріам Бедар · Канада                                                      | Анн Бріян · Франція                                                             | Уші Дізль · Німеччина                                                        |
| Жінки: спринт                 | Миріам Бедар · Канада                                                      | Світлана Парамигіна · Білорусь                                                  | Валентина Цербе-Нессіна · Україна                                            |
| Жінки: естафета 4 × 6 км      | Росія: - Надія Таланова - Наталія Снитіна - Луїза Носкова - Анфіса Резцова | Німеччина: - Уші Дізль - Антьє Гарві - Симона Грайнер-Петтер-Меммі - Петра Беле | Франція: - Корінн Ніогре - Веронік Клодель - Дельфін Бурле - Анн Бріян       |

## Бобслей
| Дисципліна         | Золото                                                                         | Срібло                                                                  | Бронза                                                                      |
| Чоловіки: двійки   | Швейцарія: - Густав Ведер - Донат Аклін                                        | Швейцарія: - Рето Гетші - Гвідо Аклін                                   | Італія: - Гюнтер Хубер - Стефано Тіччі                                      |
| Чоловіки: четвірки | Німеччина: - Гаральд Чудай - Карстен Браннаш - Олаф Гампель - Александер Шеліг | Швейцарія: - Густав Ведер - Донат Аклін - Курт Маєр - Доменіко Семераро | Німеччина: - Вольфганг Гоппе - Ульф Гільшер - Рене Ганнеман - Карстен Ембах |

## Гірськолижний спорт
| Дисципліна                   | Золото                        | Срібло                        | Бронза                                     |
| Чоловіки: швидкісний спуск   | Томмі Мо · США                | Четиль Андре Омодт · Норвегія | Ед Подівінскі · Канада                     |
| Чоловіки: супергігант        | Маркус Васмаєр · Німеччина    | Томмі Мо · США                | Четиль Андре Омодт · Норвегія              |
| Чоловіки: гігантський слалом | Маркус Васмаєр · Німеччина    | Урс Келін · Швейцарія         | Крістіан Маєр · Австрія                    |
| Чоловіки: слалом             | Томас Штангассінгер · Австрія | Альберто Томба · Італія       | Юре Кошір · Словенія                       |
| Чоловіки: комбінація         | Лассе К'юс · Норвегія         | Четиль Андре Омодт · Норвегія | Гаральд Крістіан Стренд Нільсен · Норвегія |
| Жінки: швидкісний спуск      | Катя Зайцінгер · Німеччина    | Пікабо Стріт · США            | Ізольде Костнер · Італія                   |
| Жінки: супергігант           | Даянн Рофф · США              | Світлана Гладишева · Росія    | Ізольде Костнер · Італія                   |
| Жінки: гігантський слалом    | Дебора Компаньоні · Італія    | Мартіна Ертль · Німеччина     | Френі Шнайдер · Швейцарія                  |
| Жінки: слалом                | Френі Шнайдер · Швейцарія     | Ельфі Едер · Австрія          | Катя Корен · Словенія                      |
| Жінки: комбінація            | Пернілла Віберг · Швеція      | Френі Шнайдер · Швейцарія     | Аленка Довжан · Словенія                   |

## Ковзанярський спорт
| Дисципліна             | Золото                       | Срібло                       | Бронза                       |
| Чоловіки: 500 метрів   | Олександр Голубєв · Росія    | Сергій Клевченя · Росія      | Манабу Хорії · Японія        |
| Чоловіки: 1000 м       | Ден Дженсен · США            | Ігор Железовський · Білорусь | Сергій Клевченя · Росія      |
| Чоловіки: 1500 метрів  | Юган-Улаф Косс · Норвегія    | Рінту Рітсма · Нідерланди    | Фалько Зандстра · Нідерланди |
| Чоловіки: 5000 метрів  | Юган-Улаф Косс · Норвегія    | Кьелл Сторелід · Норвегія    | Рінту Рітсма · Нідерланди    |
| Чоловіки: 10000 метрів | Юган-Улаф Косс · Норвегія    | К'єлл Сторелід · Норвегія    | Барт Велдкамп · Нідерланди   |
| Жінки: 500 метрів      | Бонні Блер · США             | Сьюзен Ош · Канада           | Франциска Шенк · Німеччина   |
| Жінки 1000 метрів      | Бонні Блер · США             | Анке Баєр · Німеччина        | Е Цяобо · Китай              |
| Жінки: 1500 метрів     | Емеше Гуньяді · Австрія      | Світлана Федоткіна · Росія   | Гунда Німан · Німеччина      |
| Жінки: 3000 метрів     | Світлана Бажанова · Росія    | Емеше Гуньяді · Австрія      | Клаудія Пехштайн · Німеччина |
| Жінки: 5000 метрів     | Клаудія Пехштайн · Німеччина | Гунда Німан · Німеччина      | Хіромі Ямамото · Японія      |

## Лижне двоборство
| Дисципліна                    | Золото                                                | Срібло                                                                 | Бронза                                                  |
| Чоловіки: індивідуальна гонка | Фред Борре Люндберг · Норвегія                        | Таканорі Коно · Японія                                                 | Б'ярте Енген Вік · Норвегія                             |
| Чоловіки: ефстафета           | Японія: - Масасі Абе - Таканорі Коно - Кендзі Огівара | Норвегія: - Фред Борре Люндберг - Кнут Торі Апеланд - Б'ярте Енген Вік | Швейцарія: - Андреас Шад - Жан-Ів Куенда - Іполіт Кемпф |

## Лижні гонки
| Дисципліна                   | Золото                                                                             | Срібло                                                                         | Бронза                                                                              |
| Чоловіки: гонка на 30 км     | Томас Альсгорд · Норвегія                                                          | Б'єрн Делі · Норвегія                                                          | Міка Мюллюля · Фінляндія                                                            |
| Чоловіки: гонка на 10 км     | Б'єрн Делі · Норвегія                                                              | Володимир Смирнов · Казахстан                                                  | Марко Альбареллі · Італія                                                           |
| Чоловіки: гонка на 15 км     | Б'єрн Делі · Норвегія                                                              | Володимир Смирнов · Казахстан                                                  | Сільвіо Фаунер · Італія                                                             |
| Чоловіки: естафета 4 × 10 км | Італія: - Мауріліо Де Зольт - Марко Альбареллі - Джорджо Ванцетті - Сільвіо Фаунер | Норвегія: - Стуре Сівертсен - Вегард Ульванг - Томас Альсгорд - Б'єрн Делі     | Фінляндія: - Міка Мюллюля - Гаррі Кірвесніємі - Ярі Рясянен - Ярі Ісомется          |
| Чоловіки: на 50 км           | Володимир Смирнов · Казахстан                                                      | Міка Мюллюля · Фінляндія                                                       | Стуре Сівертсен · Норвегія                                                          |
| Жінки: гонка на 15 км        | Мануела Ді Чента · Італія                                                          | Любов Єгорова · Росія                                                          | Ніна Гаврилюк · Росія                                                               |
| Жінки: гонка на 5 км         | Любов Єгорова · Росія                                                              | Мануела Ді Чента · Італія                                                      | Мар'я-Лійса Кірвесніємі · Фінляндія                                                 |
| Жінки: гонка на 15 км        | Любов Єгорова · Росія                                                              | Мануела Ді Чента · Італія                                                      | Стефанія Бельмондо · Італія                                                         |
| Жінки: естафета 4 × 5 км     | Росія: - Олена Вяльбе - Лариса Лазутіна - Ніна Гаврилюк - Любов Єгорова            | Норвегія: - Труде Дюбендаль - Інгер Гелен Нюбротен - Елін Нільсен - Аніта Моен | Італія: - Бічі Ванцетті - Мануела Ді Чента - Габріелла Паруцци - Стефанія Бельмондо |
| Жінки: гонка на 30 км        | Мануела Ді Чента · Італія                                                          | Маріт Вольд · Норвегія                                                         | Мар'я-Лійса Кірвесніємі · Фінляндія                                                 |

## Стрибки з трампліна
| Дисципліна                    | Золото                                                                    | Срібло                                                                      | Бронза                                                                            |
| Чоловіки: нормальний трамплін | Еспен Бредесен · Норвегія                                                 | Лассе Оттесен · Норвегія                                                    | Дітер Тома · Німеччина                                                            |
| Чоловіки: великий трамплін    | Єнс Вайсфлог · Німеччина                                                  | Еспен Бредесен · Норвегія                                                   | Андреас Гольдбергер · Австрія                                                     |
| Чоловіки: командна першість   | Німеччина: - Єнс Вайссфлог - Крістоф Даффнер - Дітер Тома - Гансйорг Екле | Японія: - Норіакі Касаї - Джині Нісіката - Таканобу Окава - Масахіко Харада | Австрія: - Андреас Гольдбергер - Гайнц Куттін - Крістіан Мозер - Штефан Горнгашер |

## Санний спорт
| Дисципліна        | Золото                                  | Срібло                                  | Бронза                                  |
| Чоловіки: одинаки | Георг Гакль · Німеччина                 | Маркус Прок · Австрія                   | Армін Цеггелер · Італія                 |
| Чоловіки: двійки  | Італія: - Курт Бруггер - Вільфрід Губер | Італія: - Гансйорг Рафл - Норберт Губер | Німеччина: - Штефан Краусе - Ян Берендт |
| Жінки: одинаки    | Герда Вайссенштайнер · Італія           | Зузі Ердман · Німеччина                 | Андреа Тагверкер · Австрія              |

## Фігурне катання
| Дисципліна                 | Золото                                       | Срібло                                        | Бронза                                           |
| Чоловіки: одиночне катання | Олексій Урманов · Росія                      | Елвіс Стойко · Канада                         | Філіп Канделоро · Франція                        |
| Жінки: одиночне катання    | Оксана Баюл · Україна                        | Ненсі Керріган · США                          | Чень Лу · Китай                                  |
| Парне катання              | Росія: - Катерина Гордєєва - Сергій Гриньків | Росія: - Наталія Мішкутьонок - Артур Дмитрієв | Канада: - Ізабель Брассер - Ллойд Айслер         |
| Танці на льоду             | Росія: - Оксана Грищук - Євген Платов        | Росія: - Майя Усова - Олександр Жулін         | Велика Британія: - Джейн Торвілл - Крістофер Дін |

## Фрістайл
| Дисципліна           | Золото                         | Срібло                  | Бронза                        |
| Чоловіки: могул      | Жан-Люк Брассар · Канада       | Сергій Щуплецов · Росія | Едгар Гроспірона · Франція    |
| Чоловіки: акробатика | Андреас Шенбехлер · Швейцарія  | Філіп Ларош · Канада    | Ллойд Ланглуа · Канада        |
| Жінки: могул         | Стін Ліза Гаттестад · Норвегія | Елізабет Макінтер · США | Єлизавета Кожевникова · Росія |
| Жінки: акробатика    | Ліна Черязова · Узбекистан     | Марія Ліндгрен · Швеція | Гільде Лід · Норвегія         |

## Хокей
| Дисципліна | Золото | Срібло | Бронза |
| чоловіки   | Швеція: - Томмі Сало - Гокан Альготссон - Томас Юнссон - Крістіан Дю-Боє - Лейф Рохлін - Магнус Свенссон - Фредерік Стілльман - Кенні Йонссон - Рогер Юханссон - Патрік Юлін - Рогер Ганссон - Гокан Лооб - Стефан Ерскуг - Ніклас Ерікссон - Даніель Рюдмарк - Юнас Бергквіст - Йорген Йонссон - Петер Форсберг - Чарльз Берглунд - Андреас Даккель - Матс Неслунд - Матс Сундін - Патрік Челльберг | Канада: - Корі Гірш - Менні Легасі - Адріан Окойн - Дерек Маєр - Бред Веренка - Кен Ловсін - Марк Естлі - Девід Герлок - Кріс Терьєн - Бред Шлегель - Тод Глушко - Фабіан Джозеф - Пол Карія - Двейн Норріс - Грег Джонсон - Браян Севедж - Воллі Шрайбер - Тодд Воррінер - Грег Паркс - Жан-Ів Руа - Кріс Контос - Петр Недвед | Фінляндія: - Юкка Таммі - Ярмо Мюллюс - Марко Кіпрусофф - Ерік Гямяляйнен - Тімо Ютіла - Пасі Сормунен - Янне Лаукканен - Ханну Вірта - Міка Стремберг - Янне Оянен - Еса Кескінен - Саку Койву - Марко Пало - Раймо Хельмінен - Міка Алатало - Вілле Пельтонен - Єре Лехтінен - Самі Капанен - Теро Лехтеря - Петрі Варіс - Мікко Мякеля - Міка Ніємінен - Пасі Куйвалайнен |

## Шорт-трек
| Дисципліна                     | Золото                                                                       | Срібло                                                                  | Бронза                                                                       |
| Чоловіки: 500 метрів           | Чхе Джі Хун · Південна Корея                                                 | Мірко Вуйллермін · Італія                                               | Нікі Гуч · Велика Британія                                                   |
| Чоловіки: 1000 м               | Кім Кі Хун · Південна Корея                                                  | Чхе Джі Хун · Південна Корея                                            | Марк Ганьон · Канада                                                         |
| Чоловіки: естафета 5000 метрів | Італія: - Мірко Вуйллермін - Мауріціо Карніно - Ораціо Фагоне - Уго Геррнгоф | США: - Рендалл Бартц - Ендрю Гебель - Джон Койл - Ерік Флейм            | Австралія: - Стівен Бредбері - Ендрю Мурта - Річард Нізільскі - Кіран Гансен |
| Жінки: 500 метрів              | Кеті Тернер · США                                                            | Чжан Янмей · Китай                                                      | Емі Петерсон · США                                                           |
| Жінки 1000 метрів              | Чон Лі Гьон · Південна Корея                                                 | Наталі Ламбер · Канада                                                  | Кім Со Хі · Південна Корея                                                   |
| Жінки: естафета 3000 метрів    | Південна Корея: - Вон Х'є Гьон - Кім Юн Мі - Кім Со Хі - Чон Лі Гьон         | Канада: - Крістіна Будрас - Сільві Дегль - Наталі Ламбер - Ізабель Шаре | США: - Ніккі Зігельмаєр - Карен Кашман - Емі Петерсон - Кеті Тернер          |